# Józef Łabuński
Józef Łabuński ps. Józef Żerbiłło, kryptonim Zygmunt Socha (ur. 1852 w Saratowie, zm. 17 lutego 1922 w Warszawie) – polski dramatopisarz, tłumacz i historyk prawa.

## Życiorys
Był synem polskiego zesłańca i Rosjanki. Początkowo kształcił się w Rydze, stolicy Łotwy. Ukończył studia prawnicze w Petersburgu, następnie pracował jako sędzia w Janowie Lubelskim.
Stworzył dramaty: „Agrypina. Neron” (1886, nagrodzony na konkursie Wojciecha Bogusławskiego), „Ziemowit. Książę mazowiecki” (1887), „Bolko Szczodry” (1893).
Ogłosił: „Najdawniejsze pomniki prawodawstwa polskiego”, „Statua Kazimierza Wielkiego”.
Przełożył kronikę Janka z Czarnkowa (1905). Przetłumaczył Eurypidesa i Sofoklesa.